# 真人快打：雪盲
《真人快打：雪盲》，是2022年美国华纳兄弟出品，由里克·莫拉莱斯執導，大卫·文翰 等人配音的动画电影，该动画主要讲述高桥剑痴和老年的绝对零度（蒯良）所发生的故事。

## 剧情
在绍康被击败后又过了几十年，得到机械身躯的卡诺活了下来，并趁着刘康等人离世，以及得到了克罗尼卡时空装置等原因后，开始四处掠夺，并且尚宗也因为失去了了力量而假装和卡诺合作。
而此时，已经老去的，因为自己控制不了自己能力，从而会造成很多无辜的伤亡等原因的蒯良决定平静的度过余生，不去管卡诺等人的所作所为，直到他遇到了高桥。
虽说最初他希望高桥能不要去讨伐卡诺等人，但是当他看到高桥被尚宗利用，变得非常颓废后，忽然想起了自己，于是出于同情，他决定教授自己所会的一些东西。
而与此同时，通过利用高桥而得到力量的尚宗决定反抗卡诺，但是虽说其击杀了库巴，可最后他还是被卡诺杀死。
然后又过了很久，当蒯良和高桥得知卡诺又在掠夺后，高桥于是决定去讨伐卡诺，虽说最初蒯良并不愿意他这么做，不过最后他还是同意了，并将蝎子的亡灵召唤出来，并让他协助自己作战。
随后，在高桥、蒯良、蝎子击杀了德拉明、菲拉/托儿、卡巴、崔默、基拉等人后，终于在时空装置那里将卡诺打败。
但是在讨伐卡诺结束后，蒯良因为害怕自己会再次看到有人因为自己控制不了自己的力量而死，于是决定和蝎子一起到地狱去，但是在去之前，他把一切都托付给了高桥……

## 配音员
- 大卫·文翰：卡诺
- 曼尼·贾希尼托：高桥
- 尤里·洛文塔尔：库巴
- 科斯顿·约翰
- 黛布拉·威尔逊
- 柯特奈·泰勒：基拉
- 基思·西尔弗：卡巴
- 素玛立·蒙塔诺
- 帕特里克·赛兹
- 袁文忠：蒯良
- Artt Butler：尚宗

## 评价
IGN的布列塔尼·文森特（Brittany Vincent）给这部作品打了 6 分（满分 10 分），并评价“该作是一个有趣的尝试，并且该作详细的介绍了高桥剑痴的过去，但该故事似乎应该算作是独立的。” Comic Book Resources的Sam Stone认为，这部作品虽说保持了血腥的特色，但是却忽视了剧情。 All Ages of Geek 的 Mafsin Mahbub 认为该作并不好。 Asep Apukh 对角色设计感到失望。克里斯蒂安·安吉利斯给这部作品打了 3 星半的评分，并将其与《疯狂的麦克斯》这部作品进行比较兰迪米勒三世给这部电影打了 3 分（满分 5 分），并指出该作适合《真人快打》系列的铁杆粉丝来看。